# Fifth Avenue Place
Fifth Avenue Place (nebo také Highmark Place) je mrakodrap v Pittsburghu ve státě Pensylvánie. Má 31 nadzemních podlaží a s výškou 188 m je čtvrtou nejvyšší budovou ve městě. Byl navržen firmou Stubbins Associates a dokončen byl v roce 1988. Budova disponuje prostory o celkové výměře 69 696 m2. 3 podzemní podlaží slouží jako garáže, první dvě nadzemní podlaží jako obchodní pasáž a ve zbylých 29 se nachází kancelářské prostory.